# Jiří Harcuba
Jiří Harcuba (6. prosince 1928 Harrachov – 26. července 2013 Praha) byl český sklářský výtvarník, glyptik, medailér a pedagog VŠUP, za komunistické normalizace politický vězeň, po roce 1982 pedagog na několika amerických a britských univerzitách, v letech 1991–1994 rektor VŠUP, zakladatel ryteckých škol v Corningu a Pilchucku a mezinárodní školy Dominika Bimana.

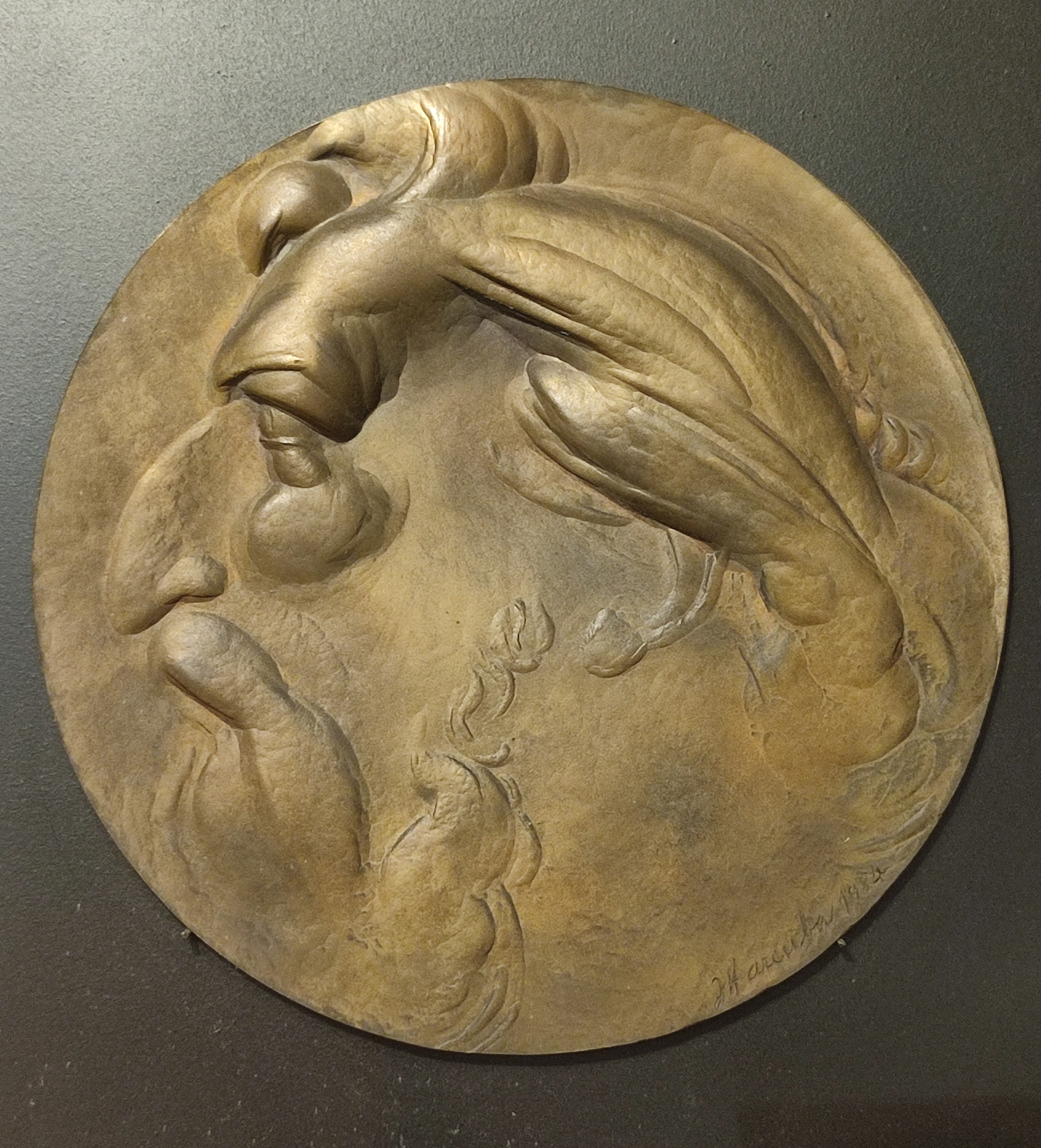
Jan Neruda, plaketa

## Život
Jiří Harcuba se narodil v Harrachově, v rodině se sklářskou tradicí. V letech 1942–1945 se vyučil rytcem skla v harrachovské firmě Rudolf Endler a poté v letech 1945–1948 absolvoval Státní odbornou školu v Novém Boru u prof. Karla Hrodka (rytectví), Josefa Michala Hospodky (kreslení) a Stanislava Libenského (dějiny umění). V letním semestru 1948 byl mimořádným posluchačem na Pedagogické fakultě univerzity v Olomouci.
V letech 1948–1949 pracoval jako rytec skla v ateliéru Karla Hrodka v závodě „Umělecké sklo“ v Novém Boru. Od roku 1949 studoval na Vysoké škole uměleckoprůmyslové v Praze v ateliéru užité plastiky a glyptiky prof. Karla Štipla. V letech 1954–1955 absolvoval na VŠUP čestný rok a poté nastoupil na dvouletou vojenskou prezenční službu. Během této doby se oženil se Zdeňkou Ptáčkovou (1956, děti Pavel *1957, Hana * 1964). V letech 1958–1961 byl aspirantem na Vysoké škole uměleckoprůmyslové v Praze u prof. Karla Štipla a poté do roku 1971 působil na této škole nejprve jako lektor v rytecké dílně a od roku 1966 jako odborný asistent a vedoucí oboru sochařství a rytectví v ateliéru prof. Stanislava Libenského. V letech 1965–1966 absolvoval studijní a pedagogický pobyt na Royal College of Art v Londýně. Roku 1970 se na VŠUP habilitoval.
Počátkem normalizace byl odsouzen za své pojetí stříbrné medaile k 50. výročí založení Československa, odkazující na sovětskou okupaci, kterou vytvořil pro krajany v Chicagu roku 1968. Poté, co se o medaili roku 1970 dozvěděla StB, byl okamžitě propuštěn z VŠUP. Při zatýkání vhodil do světlíku rozpracovanou plaketu ke smrti Jana Palacha, kterou potom zachránil jeho asistent. Byl vyslýchán, odsouzen a od srpna 1972 do ledna 1973 uvězněn pět měsíců ve vězení pro těžké zločince v Plzni na Borech.
Od roku 1971 pracoval jako samostatný výtvarník v oboru rytého a broušeného skla a jako medailér. Jiří Harcuba byl od druhé poloviny 70. let často zván do zahraničí. Absolvoval studijní pobyty v Coburgu (1977), Vídni (1979), Kasselu (1981) konferenci ve Vídni (1980). Roku 1981 byl přijat do SČVU.
Roku 1982 přednášel na Univerzitě v Kasselu, a zúčastnil se sklářských sympozií ve Frauenau, Novém Boru a Oaklandu v Kalifornii. Roku 1983 ho pozval ředitel Corning Museum of Glass Tom Buechner do Corningu a v témže roce i Dale Chihuly do Pilchuku v USA. V letech 1983–1989 pak Harcuba každoročně vyučoval na Summer Glass School v Pilchucku (Washington) v USA a přednášel na několika amerických (Pennsylvania, Oakland, San Louis Obispo, Rochester, Los Angeles, Seattle, Denver, Kent (Ohio), Normal (Illinois), Eastern U. of Connecticut, Rhode Island School of Design in Providence, Berkley College o Yale U. in New Bedford, Bakersfield) a britských univerzitách (Farnham, Stourbridge, Leicester) a na Art Glass Academie v Badenu (1984). Byl zván na Glass workshopy (New York, 1983), sympozia (Baden, 1983), světové medailérské kongresy FIDEM (Stockholm, 1985, Colorado Springs, 1987). Absolvoval další studijní pobyty (Japonsko, 1984, Řecko, 1988).
Roku 1990 byl společensky rehabilitován a jmenován profesorem a vedoucím ateliéru kovu, šperku a glyptiky na Vysoké škole uměleckoprůmyslové v Praze. V letech 1991–1994 byl rektorem VŠUP. Roku 1992 pobýval na pozvání Japan Foundation v Japonsku (Tokyo, Kamakura, Kyoto, Narra, Nagoya, Hirošima). Byl hostujícím profesorem na University of Sunderland, UK (1997), a roku 1997 založil program rytého skla ve Studio of Corning Museum of Glass, kde v následujících patnácti letech vyučoval (do roku 2012).
Roku 1997 založil Společnost Dominika Bimana a od roku 2001 organizoval rytecké školy Dominika Bimana nejprve v Harrachově a později v dalších sklárnách (Kamenický Šenov, Jablonec nad Nisou, Nový Bor, Frauenau, Neu Gablonz, Rheinbach, Corning). Od roku 2014 pokračuje tato rytecká škola pod názvem The School of Jiří Harcuba (Sázava, 2014, Kamenický Šenov, 2015, Frauenau, 2016).
Zemřel 26. července 2013 v Praze, ve věku 84 let.

### Ocenění
- 1968 2. Trienále řezaného a rytého skla, Brno, 1. cena
- 1971 3. Trienále řezeného a rytého skla, Brno, 1. cena
- 1988 II. Guadrienále, Kremnica, Ex Equo
- 1988 Cena Americké numismatické společnosti – J. Sanford Saltus Award for Achievement in Medallic Art
- 1992 Gold Award, Kristallnachtproject-Interfaithinstitut, Philadelphia
- 1995 Rakow Commission, ocenění za inovativní přístup a vůdčí postavení v oblasti sklářského umění, Corning, USA
- 2005 Honorary Fellow of the Corning Museum of Glass
- 2006 Lifetime Achievement Award, Urban Glass New York, USA
- 2007 Lifetime Achievement Award, Glass Art Society, USA

## Dílo

### Sklářská tvorba
Mezi nejstarší Harcubovy práce patří vázy zdobené liniovou rytinou. Od 60. let tvořil také série silnostěnných váz a stél zdobených hlubokou intagliovou leštěnou rytinou, v nichž převažují monumentalizované a expresivní figury lidí a zvířat (Sokolník s koněm, 1959). V polovině 60. let, veden svou intelektuální orientací a potřebou uměřené formy a nadčasového řádu, vytvořil Harcuba volný cyklus Měst (Město, 1965) a Koulí (Žena, 1965), kde uplatnil důsledný architektonický řád a geometrizující styl.
Na přelomu 60. a 70. let opustil rytinu a začal užívat robustnější řezáčskou a brusičskou techniku. Obrazy vytvořené v silnostěnném olovnatém křišťálu se vyznačují temperamentními hlubokými zářezy, které zachycují v graficky expresivním a naléhavém vyjádření citového prožitku umělce hru světel a stínů, vášně a dramatické osudy i tragédie štvané zvěře (Štvanice I-III, 1971), která v té době odrážela i jeho osobní situaci. V 70. letech užíval kombinaci rytí a řezání v lité skleněné desce, která umožňovala bohatší, často oboustrannou plastickou modelaci. Ve stélách s hlubokou intagliovou rytinou zobrazil počátkem 70. let formou alegorií a v jinotajné reakci na normalizační zásahy téma lidského utrpení (Přepadení, Pieta, ad.). Protějškem dramatických scén jsou díla řezaná geometrickým stylem (Dravec, 1974).
Harcubova portrétní intaglia ve skle vznikala od konce 60. let spolu s návrhy litých mincí a medailí. Původní inspirací mu byl slavný harrachovský rodák Dominik Biemann, ale Harcuba je tvořil většinou bez závislosti na objednávce klientů jako svá volná díla. To mu umožnilo odpoutat se od vžitých ryteckých konvencí a uplatnit monumentalizující tvarovou velkorysost. Portréty ze 70. let, nebo ty, které byly vytvořeny paralelně s medailemi, zobrazují víceméně reálnou podobu osobnosti, zachycenou obvykle z profilu (Kyohei Fujita, 1986), často s množstvím drobných detailů (Marc Chagall, 1977, Moritz Michael Daffinger, 1989) nebo naopak abstrahují charakteristické rysy jako nos nebo vous a detaily postupně vynechávají (Komenský, 1977, Bedřich Smetana, 1978, 1983). Obvykle je v reliéfu silně zvýrazněna oblast lící, obočí, spánku, podobu zachycují tvar nosu, úst, brady (Josef Harcuba, 1978, Ludwig van Beethoven, 1978). Portréty z 80. let často portrét stylizují s respektem ke kruhovém tvaru skleněného disku a zvýrazňují oblouk lebky, ovál tváře a účesu (Mahátmá Gándhí, 1982, Vladimír Komárek, 1980) nebo pouze typický detail tváře jako nos a vous (Paul Cézanne, 1985). Intagliové portréty umělců často volně citují jejich dílo (Stanislav Libenský, 1986–1987, Chaim Soutine, 1998) nebo zachycují expresivní výraz v okamžiku performance (Frank Zappa, 2003). Opakovaně se zabýval např. portrétem J. W. Goetheho.
Harcubovy portréty z pozdější doby se vyznačují citovým vzrušením i odvážnou nadsázkou (Vladimír Kopecký, 1995) a porušují optickou závislost na realitě radikální výtvarnou zkratkou, někdy na hranici abstrakce (Václav Havel, 1995, George Orwell, 2000, 2006, Jan Werich, 2002, Alberto Giacometti, 2003). Harcuba čerpá z tendencí výtvarné avantgardy a sám se stává suverénním moderním portrétistou. Svým uměleckým a technickým mistrovstvím se stal osamoceným tvůrcem, který překonal většinu svých stejně žánrově orientovaných současníků doma i ve světě.
Jako pedagog a účastník zahraničních workshopů Harcuba zkoušel i nové materiály, např. sklo označované v angličtině jako bullseye (Camille Claudel, 2007).

### Intagliové portréty ve skle (výběr)
- 1980 E. Destinnová, K. H. Mácha, J. Zrzavý, S. Rath, J. H. Pastallozzi, B. Smetana, A. Einstein, P. Gaugin, J. Hus, A. Dürer, C. Perez, L. Beethoven, M. Chagall, A. Schweitzer, Primavera, J. Hašek, Gandhí, H. Ch. Andersen
- 1981 H. Kersten, R. Kersten
- 1982 J. Horejc, S. Rath, D. Biman
- 1984 A. Dvořák, F. Kafka, N. Paganini, J. Neruda
- 1985 J. S. Bach, G. F. Händel, R. Strauss, F. Schubert
- 1986 rytý portrét Stanislava Libenského a pro samostatnou výstavu v Los Angeles sérii rytých portrétů sklářů: K. Fujita, S. Valken, Kugler, F. Linggard, H. Littleton, D. Chihuly., J. Baez, B. Streysand, K. Rogers, D. Ross.

#### Realizace (výběr)
- 1959–1960 leptané okno Sklář, Muzeum skla v Sázavě
- 1968–1970 skleněný reliéf Jan Amos Komenský, Expo Ósaka
- 1973 skleněný reliéf (12 tabulí), obřadní síň v Třebíči (s arch. M. Blahutem)
- 1973 rektorský řetěz ČVUT s medailonem
- 1974–1977 Plamen-květ, granitová socha, památník obětem fašismu, Třešť
- 1977–1978 Rodina, pískovec, sídliště Znojmo
- 1982 rozměrná rytá figurální vitráž (1,2 × 3 m), zasedací síň Spolku invalidů, Karlín
- pamětní deska Friedricha Egermanna, Nový Bor

### Medailérství a mincovní tvorba

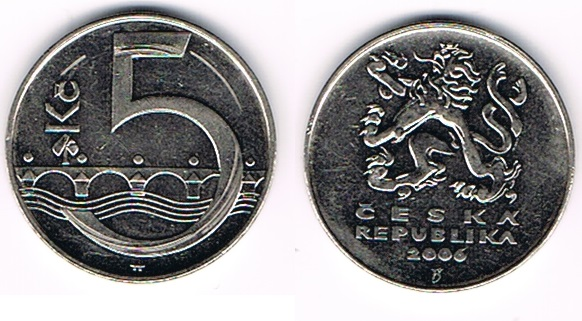
Pětikorunová mince

Jiří Harcuba se od roku 1964 zúčastnil téměř stovky soutěží s návrhy mincí, plaket nebo medailí. Přestože několikrát zvítězil nebo obsadil druhé či třetí místo, realizoval se jen malý počet jeho návrhů. Do mincovní tvorby vnesl výrazný srozumitelný a nezaměnitelný rukopis, např. v životném pojetí heraldických zvířat státního znaku. Jeho návrhy se hlásí k antickému řádu a zásadám rovnováhy, uměřenosti a proporce. Přestože pracuje zároveň ve skle i v lité a ražené medaili, respektuje specifika těchto odlišných oborů.
Při kompozici návrhu na kruhové mincovní ploše využívá asymetrické posazení, zvětšený detail a část portrétu, jemné nuance nízkého reliéfu i kontrast a napětí volné plochy. Celek vždy zachovává harmonii a jednotu v pojetí aversu i reversu mince. Tvorba ražených mincí a medailí klade zvláštní požadavky na sochařské schopnosti a grafickou zručnost autora, znalost a správný výběr typu písma. Harcuba často v ploše využívá faksimile podpisů portrétovaných osobností tak, aby zachoval jejich čitelnost (Albert Schweitzer, medaile 1975). Jeho hlavní doménou je portrét, v němž podle antického vzoru zdůrazňuje všechny výrazné rysy, včetně vad na kráse, aby zachoval individualitu a mužnost, ale pohybuje se volně od realistického vyobrazení až po portrét imaginární, v němž vynechává nepodstatné detaily (Karel IV., medaile 1978, Kyohei Fujita, medaile 1986, Franz Kafka, medaile, 1983) nebo ho stylizuje v kubistické abstrakci (W.B. Yeats, plaketa 2003). Tváře zachycuje z profilu (Jan Skácel, plaketa 1989), en face nebo v tříčtvrtečním profilu (Jaroslav Seifert, plaketa 1989) a k některým se opakovaně vrací v mnoha variantách. Portréty umělců jsou stylizované a volně citují jejich dílo (Paul Klee, medaile ke 100 letům od narození, 1979).

#### Realizace (výběr)
- 1966 oběžná mince 5 Kčs
- 1979 litá medaile Marcus Aurelius
- 1981 lité bronzové medaile: Karel Havlíček Borovský, Albrecht Dürer, Hans Christian Andersen
- 1981 ražené medaile: Ema Destinnová, 100. výročí Národního divadla
- 1982 litá medaile Vladimír Preclík
- 1984 bronzová plaketa Jan Neruda
- 1991 pamětní stříbrná mince k 200. výročí úmrtí W. A. Mozarta
- 1993 oběžná mince 5 Kč, ražená niklová ocel
- 1994 pamětní stříbrná mince ke 125. výročí zahájení provozu 1. koněspřežné městské tramvaje v Brně
- 1995 Koruna česká, pamětní zlatá mince 10 000 Kč
- 1996–1997 bronzová medaile Masarykovy univerzity
- 1996 zlatá mince 5 Kč, Kutná Hora – mincovní město, vydala Česká mincovna
- 1998 bronzová medaile Václav Havel
- 1999 pamětní stříbrná mince Vysokého učení technického v Brně, vydala Česká mincovna
- 1999 pamětní stříbrná medaile Český olympijský výbor, vydala Česká mincovna
- 2001 pamětní mince Deset století architektury, Románský sloh (rotunda Znojmo)
- 2003 pamětní mince Deset století architektury, Pozdní renesance (Slavonice)
- 2003 pamětní mince 150. výročí narození Jaroslava Vrchlického
- 2004 pamětní mince 250. výročí sestrojení bleskosvodu Prokopem Divišem
- 2005 zlatá medaile k 1. výročí vstupu České republiky do Evropské unie, vydala Česká mincovna
- 2005 pamětní stříbrná mince 200 Kč, 450. výročí Mikuláše Dačického z Heslova
- 2015 Návrhy mince Jiřího Harcuby – Sestrojení Staroměstského orloje, vydala Pražská mincovna
- 2015 Návrhy mince Jiřího Harcuby – Jiří Melantrich z Aventina, vydala Pražská mincovna
- 2015 Návrhy mince Jiřího Harcuby – Karel Jaromír Erben, vydala Pražská mincovna
- 2015 Návrhy mince Jiřího Harcuby – První dálkový let Jana Kašpara, vydala Pražská mincovna
- 2015 Návrhy mince Jiřího Harcuby – Zal. kláštera Zlatá Koruna, vydala Pražská mincovna
- 2015 Návrhy mince Jiřího Harcuby – Otto Wichterle, vydala Pražská mincovna
- 2015 Návrhy mince Jiřího Harcuby – Kryštof Harant z Polžic a Bezdružic, vydala Pražská mincovna

### Sochařství

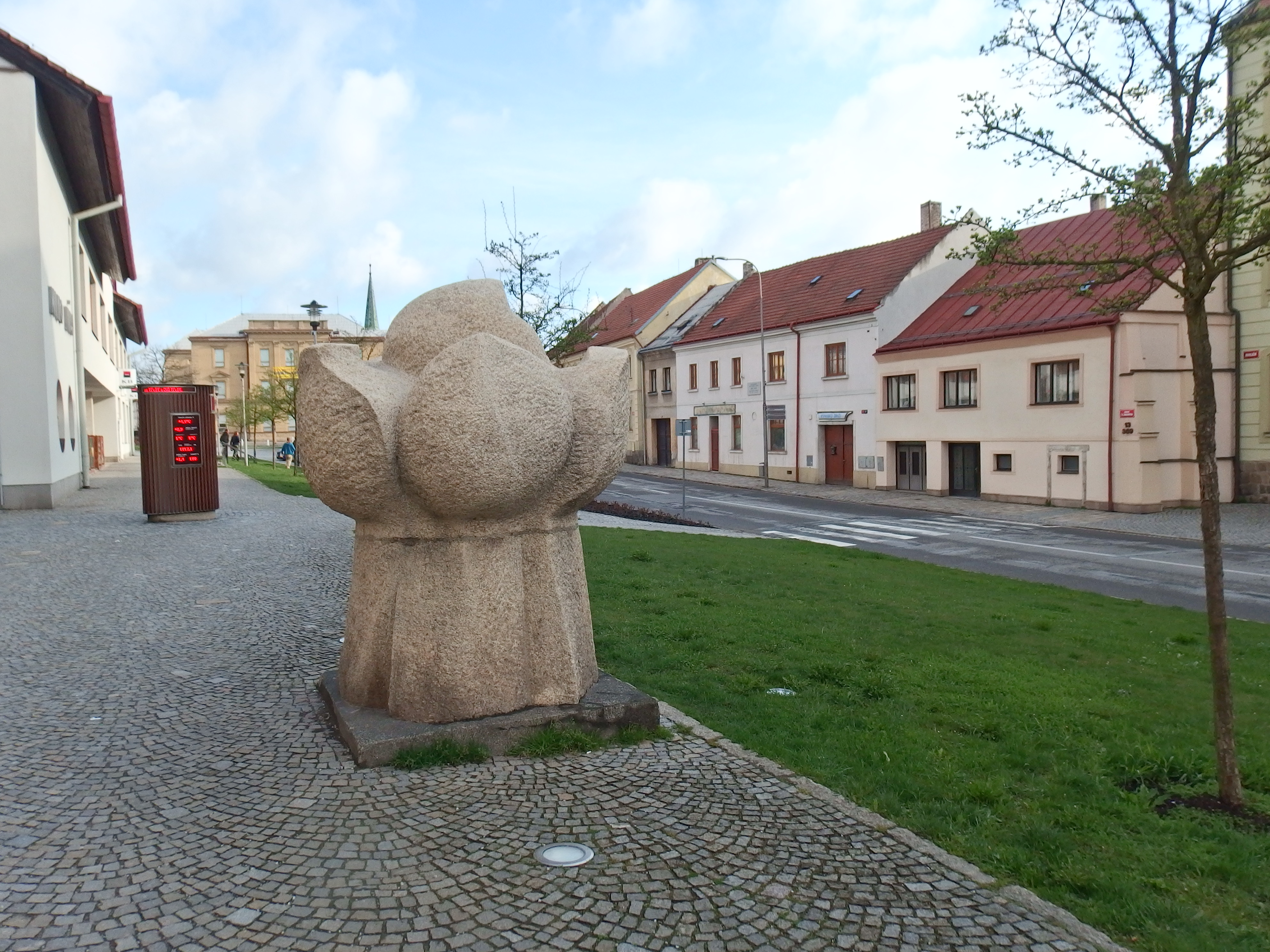
Plamen-květ, 1977, Třešť

V 70. letech z existenčních důvodů vytvořil některé konvenční kamenné sochy do veřejného prostoru. Od Jiřího Harcuby vzešel také návrh na obnovení esperantského pomníku ve Františkových Lázních zničeného nacisty..

### Grafika
Harcubovy monochromní grafické listy vytvořené technikou vitrografie vznikly paralelně s jeho rytými portréty ve skle (Rudolf II., 1993, Paul Gaugin, Francis Bacon, 1994, S. Kierkegaard, 1997, V. Woolf, 2001, 2002, S. Dalí, A. Camus, A. Giacometti, I. Stravinskij 2003, Lao ´c, F. Kafka, 2004, Samuel Beckett, Marc Chagall, 2004, J. W. von Golethe, 2005, Herakleitos, 2006)

### Zastoupení ve sbírkách (výběr)
- Národní galerie v Praze
- Uměleckoprůmyslové muzeum v Praze
- Národní muzeum
- The Corning Museum of Glass, USA
- Collection of Pilchuck Glass School, USA
- Victoria and Albert Museum, Londýn
- Augustinermuseum, Freiburg in Breigsau
- Glassmuseum Ebeltoft (Dánsko)
- Moravská galerie v Brně
- Moravské zemské muzeum, Brno
- Vlastivědné muzeum, Olomouc
- Severočeské muzeum Liberec
- Muzeum skla a bižuterie, Jablonec nad Nisou
- Sklářské muzeum, Nový Bor
- Východočeské muzeum Pardubice
- Muzeum Karlovy Vary
- Sklářské muzeum Moser, Karlovy Vary